# Himne de València
Himne de València (em português: "Hino de Valência") é o hino oficial de Comunidade Valenciana, uma comunidade autónoma de Espanha.
Tem origem no século XVI, quando a melodia, sem letra, era utilizada para fins religiosos em honra de São Jorge, padroeiro do Reino de Valência. A maior parte desta canção foi então reutilizada e reorganizada por Josep Serrano Simeón, que encomendou Maximilia Mil i Orts a escrever letras para comemorar a Exposição Regional de 1909, e era conhecido como o "Himne de l'Exposició Regional Valenciana de 1909" (Hino da Exposição Regional Valenciana de 1909), até que ele foi aprovado, em 1925, como hino oficial da comunidade autónoma.
Tal como acontece com o "God Save the Queen", hino nacional do Reino Unido, tem havido alguma controvérsia sobre algumas das palavras. Algumas linhas são consideradas como sendo demasiado pró-Espanha e alguns setores da comunidade estão pressionando por uma música alternativa, o Muixeranga, para ser aprovado em seu lugar. O Muixeranga não tem letra, e é originário da cidade de Algemesí. No entanto, o hino oficial ainda é largamente utilizado, especialmente durante as celebrações de Las Fallas, o dia nacional que comemora o património de Valência, e em qualquer jogo em que participe a Seleção Valenciana de Futebol.
Embora ocasionalmente cantado nas partidas do Valencia Club de Fútbol, o Himne de Valência não deve ser confundido com o Himne de Valencia CF, também conhecido como Amunt Valencia, que é uma música completamente diferente.
Em 5 de dezembro de 2008, uma versão em ambos os idiomas, castelhano e valenciano, foi cantada e gravada por Plácido Domingo com a Orquestra de la Comunitat Valenciana. Isso atualiza a gravação anterior por Francisco González Sarriá.

## Letra
| Per a ofrenar noves glòries a Espanya, tots a una veu, germans, vingau. ¡Ja en el taller i en el camp remoregen càntics d'amor, himnes de pau! ¡Pas a la Regió que avança en marxa triomfal! Per a tu la Vega envia la riquesa que atresora, i es la veu de l'aigua càntic d'alegria acordat al ritme de guitarra mora... Paladins de l'Art t'ofrenen ses victòries gegantines; i als teus peus, Sultana, tons jardins estenen un tapis de murta i de roses fines. Brindes fruites daurades els paradisos de les riberes; pengen les arracades baix les arracades de les palmeres... Sona la veu amada i en potentíssim vibrant ressó, notes de nostra albada canten les glòries de la Regió. Valencians, en peu alcem-se. Que nostra veu la llum salude d'un sol novell. Per a ofrenar noves glòries a Espanya, tots a una veu, germans, vingau. ¡Ja en el taller i en el camp remoregen càntics d'amor, himnes de pau! ¡Flamege en l'aire nostra Senyera! ¡Glòria a la Pàtria! ¡Visca València! ¡Visca! ¡¡Visca!! ¡¡¡Visca!!! | De modo a oferecer novas glórias para a Espanha, todos numa só voz, irmãos, venham cá. Você já pode ouvir nas oficinas e nos campos canções de amor e hinos de paz! Rendam-se para a Região que avança numa marcha triunfal! As terras planas enviam-te toda a riqueza que têm estado a acumular, e a voz da água é uma canção de alegria em sintonia com o ritmo de uma guitarra mourisca... Paladinos oferecem-te a arte que ganhou nas suas grandiosas vitórias; e aos teus pés, Sultana, os teus jardins se estendem para criar um tapete de murta e rosas finas. Frutos dourados estão brandido pelos paraísos dos ribeiros; com brinos pendendo debaixo dos ramos das palmeiras ... A voz amada pode ser ouvida ecoando muito alto e vibrante; Notas da nossa alvorada cantando sobre as glórias da nossa Região. Valencianos, em pé, levantem-se. Deixem que a nossa voz Saúde a luz de um novo sol. De modo a oferecer novas glórias para a Espanha, todos numa só voz, irmãos, venham cá. Você já pode ouvir nas oficinas e nos campos canções de amor e hinos de paz! Flutuando ao vento A nossa "Senyera" (bandeira Valenciana)! Glória à Pátria! Viva Valência! Viva! Viva!! Viva!!! |